# Ines Schiller (Produzentin)

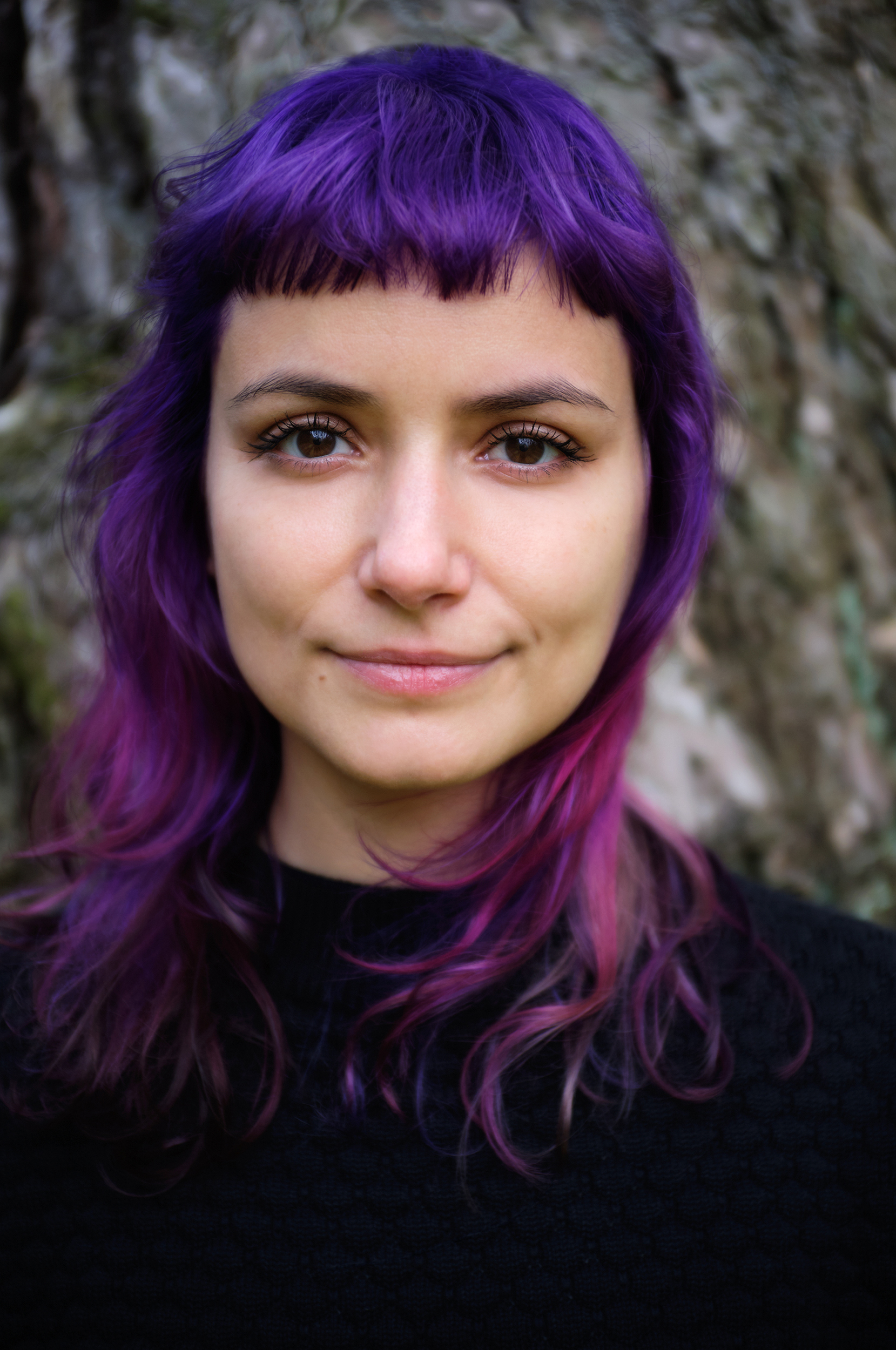
Ines Schiller (2020)

Ines Schiller (* 7. November 1986 in Coburg) ist eine deutsche Sozialunternehmerin, Filmproduzentin und Drehbuchautorin. 

## Leben
Ines Schiller hat Philosophie und Neurowissenschaften in Magdeburg und Zürich studiert sowie Filmproduktion an der Filmuniversität Babelsberg Konrad Wolf. Für den Film Love Steaks wurde sie 2014 für den Deutschen Filmpreis nominiert. 2020 war sie Mitbegründerin von Bluu Seafood zur Herstellung von zellbasiertem Fisch aus dem Bioreaktor.
Bei einer Ausbildung zum Marine-Guide in Südafrika lernte sie die Algen als ökologischen Rohstoff kennen. 2021 gründete sie das Startup-Unternehmen Vyld, welches biologische Tampons aus Algen herstellen will.

## Filmographie (Auswahl)
- 2012: Flauschiges Verderben (Kurzfilm)
- 2014: Love Steaks
- 2017: Tiger Girl